# 埃爾羅薩里奧 (奧蘭喬省)
埃爾羅薩里奧（西班牙語：El Rosario），是洪都拉斯的城鎮，位於該國西部，由奧科特佩克省負責管轄，始建於1876年，面積143.11平方公里，海拔高度895米，2001年人口3,765，人口密度每平方公里26.31人。
14°55′N 86°42′W / 14.917°N 86.700°W